# Курахівська ТЕС
 Курахівська ТЕС  — теплова електростанція в Україні, що розташована поблизу міста Курахове Покровського району Донецької області. ТЕС з'єднана з електромережею трьома ЛЕП 330  кВ. Одна ЛЕП напругою 330 кВ будується, також дві ЛЕП напругою 330 кВ пролягають через тимчасово окуповані території України та наразі вимкнуті.

## Історія
У роки першої п'ятирічки радянський уряд прийняв постанову про будівництво нової електростанції у Донецькому басейні, на півдні Красноармійського (нині — Покровський район). Вона повинна була істотно поповнити потужності двох енергосистем півдня Європейської частини СРСР — «Доненерго» і «Придніпровенерго», стати сполучною ланкою між Донбасом та Придніпров'ям — двома найбільшими промисловими центрами півдня України (тоді — Української РСР).
У 1933 році «Доненерго» визначило, а 15 серпня 1934 року «Головенерго» Наркомату важкої промисловості СРСР затвердило місце майбутнього будівництва на річці Вовчій, за 15 км від села Курахівки. Звідси і походить назва ТЕС.
Будівництво розпочато влітку 1936 року. Начальником «Курахівдресбуд»у був В. І. Соколовський.
На початку 1937 року будівництво Курахівської електростанції було тимчасово припинено, фахівці та кваліфіковані робочі були спрямовані на завершення будівництва другої черги Зуївської ТЕС.
20 грудня 1937 року радянський уряд ухвалив постанову про завершення будівництва першої черги Курахівської ГРЕС у другій половині 1939 року та введення в експлуатацію двох турбін потужністю близько 50 тис. кВт кожна.
У квітні 1938 року на будівництво організовано прибуло 450 робочих з Чернігівської, Воронезької та інших областей. Колектив будівельників поповнився також за рахунок місцевого населення. У серпні 1938 року тут працювали 2147 осіб.
У 1941 році введено в експлуатацію перший енергоблок, який видав струм 6 липня 1941 року, проте невдовзі розпочався демонтаж обладнання, аби вивезти його на схід внаслідок швидкої евакуації під тиском фронтів Другої світової війни. 17 серпня 1943 року, після звільнення Курахового, Державний комітет оборони СРСР своєю постановою зобов'язав партійні, радянські та господарські органи розпочати роботи з підготовки й відновлення Курахівської ТЕС. Одночасно йшла відбудова житлового фонду. У 1946 році ТЕС дала перший струм — 15 серпня введена в експлуатацію перша черга відбудованої Курахівської електростанції потужністю 50 тис. кВт, а у 1947 році до ладу стала друга турбіна потужністю 54 тис. кВт.

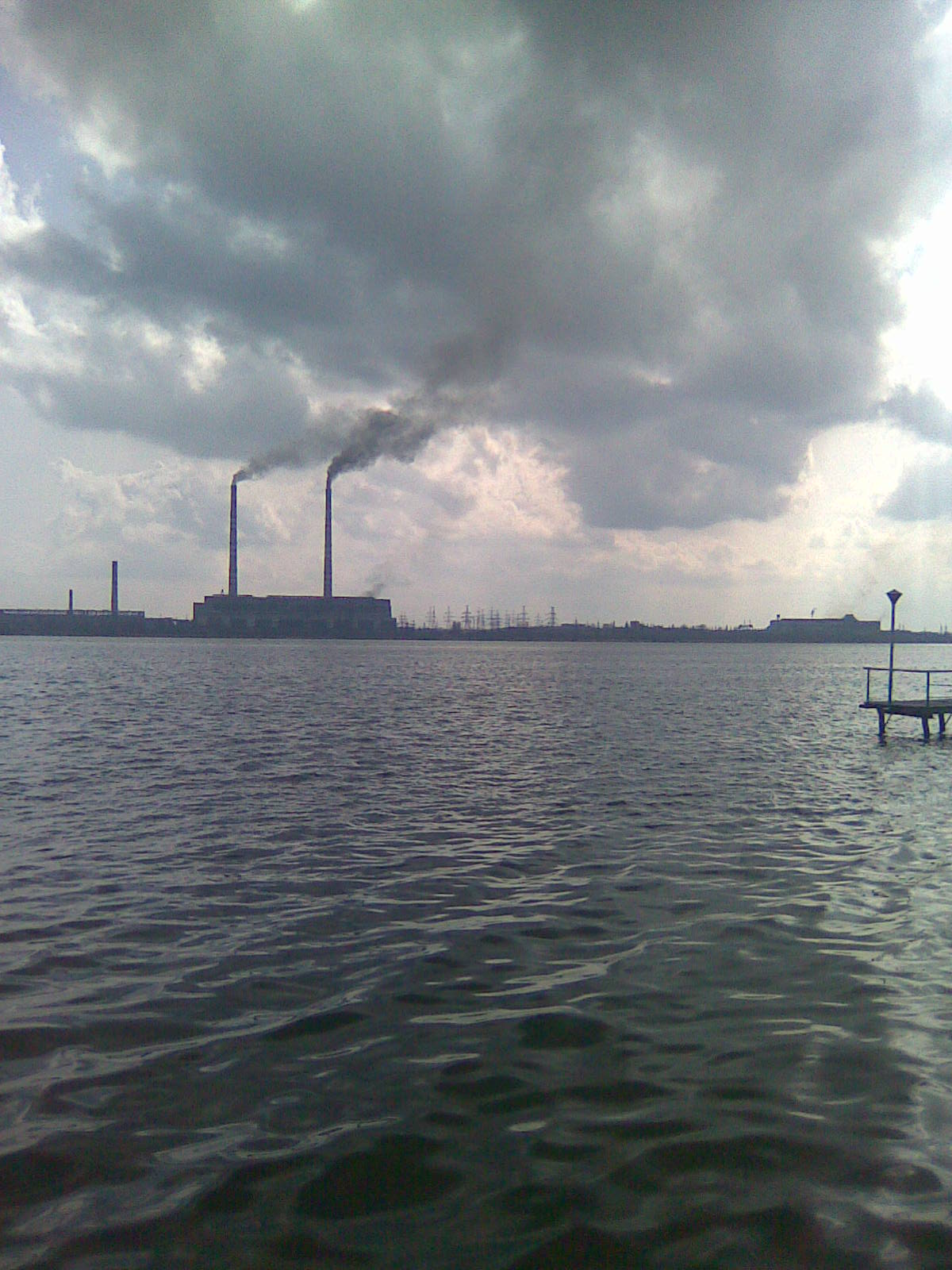
Краєвид на Курахівську ТЕС з північного берега Курахівського водосховища

У грудні 1952 року став до ладу останній, передбачений проєктом, турбогенератор. У 1969—1975 роках станція була реконструйована. Під час розширення території Курахівської ТЕС у кургані «Велика могила» у 1969 році розкопано 18 кочівницьких поховань XII століття, в яких знайдені кольчуга, кинджал, шабля, сагайдак зі стрілами. В одному похованні виявлений кістяк коня зі збруєю.
Після виведення з роботи застарілого обладнання першої черги, потужність електростанції, станом на 2008 рік, становила 1460 МВт (1 блок потужністю 200 МВт та 6 блоків — 210 МВт).

### Модернізація і реконструкція
З 2007 року корпорація ДТЕК проводила реконструкцію існуючих енергоблоків з метою збільшення потужності та підвищення надійності устаткування:
- січень 2009 року — завершено реконструкцію енергоблоку № 5;
- 14 жовтня 2009 року — почалася модернізація енергоблоку № 7;
- січень 2010 року — завершено модернізацію енергоблоку № 7.

Модернізація збільшила потужність енергоблоку з 210 до 222 МВт, розширила діапазон маневрування з 80 до 120 МВт, підвищила економічність роботи енергоблоку на 12 %, істотно поліпшила екологічні показники.
У березні 2011 року почалася модернізація енергоблоку № 8. Закінчення робіт передбачалося у січні 2011 року. За підсумками робіт потужність енергоблоку № 8 Курахівської ТЕС зріс на 10 МВт, до 220 МВт.

### Російсько-українська війна

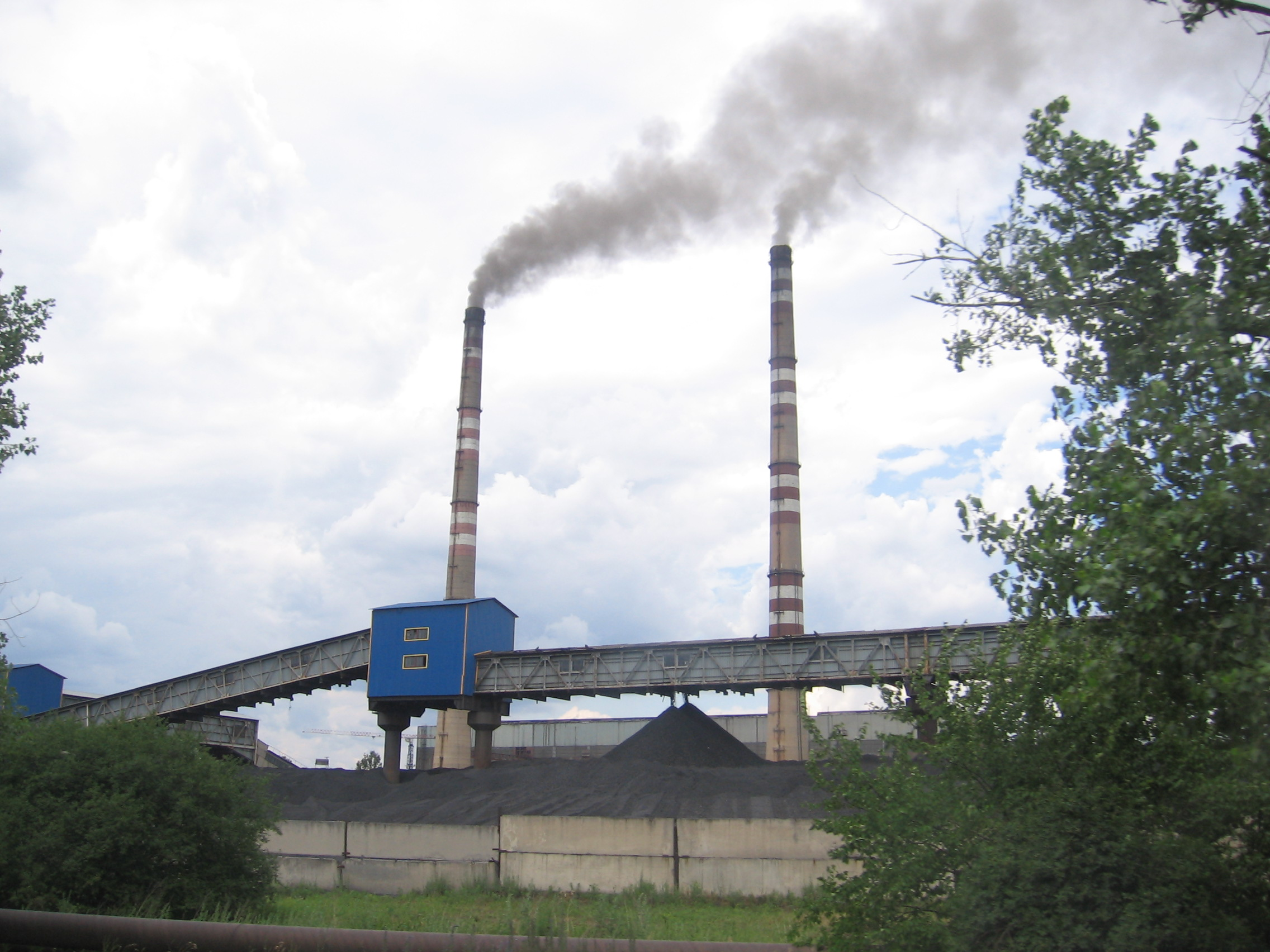
Краєвид на Курахівську ТЕС з автошляху (Донецьк — Запоріжжя)

17 жовтня 2022 року, вранці, російські окупанти завдали чергову серію ударів по енергетичній інфраструктурі України. Масована атака була продовжена наступного дня, 18 жовтня. Зокрема, були уражені енергетичні об'єкти у Житомирі, Дніпрі та Києві.
Проти ночі з 17 на 18 жовтня 2022 року окупанти завдали ракетних ударів по Курахівській ТЕС та по місту Курахове, що спричинили руйнування.
7 липня 2023 року відбувся обвал даху котлотурбінного цеху ТЕС. Під час розбору завалів було виявлено троє загиблих працівників та троє осіб поранених різного ступеня важкості.
Починаючи з весни 2024 року, як повідомило американське видання Wall Street Journal (WSJ), обладнання Курахівської ТЕС було демонтовано, розібране на частини та вивезене з метою використання на інших пошкоджених об’єктах енергетичної інфраструктури. З ТЕС забрали генератори, трансформатори та інші життєво важливі частини. Як повідомило WSJ, деяке обладнання станції було вкрай пошкоджене та не підлягало відновленню, а більшу його частину неможливо було купити на вторинному ринку. Іншим поштовхом до рішення демонтувати ТЕС стало руйнування мосту, яким постачали вугілля на електростанцію. Без нього цей енергооб’єкт не міг функціонувати, але про відновлення його інфраструктури взагалі не йшлося.
Протягом другої половини листопада 2024 року Курахівська ТЕС була повністю знищена в результаті прильотів російських КАБів.

## Керівництво
- Іван Запольський (листопад 2007 по липень 2010 рік);
- Віктор Руппа (з липня 2010 року);
- Анатолій Боричевський (станом на 2024 рік).

## Панорама
| Електоростанція | Це незавершена стаття про електростанцію. Ви можете допомогти проєкту, виправивши або дописавши її. |